# Wieker Bodden

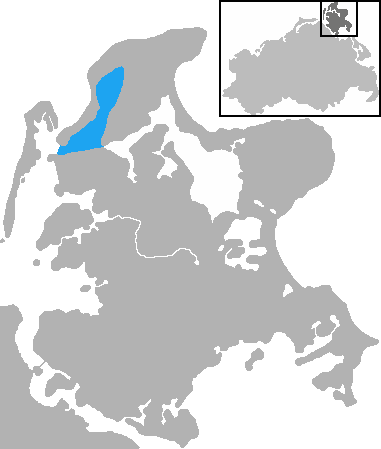
Die Lage des Wieker Bodden bei Rügen

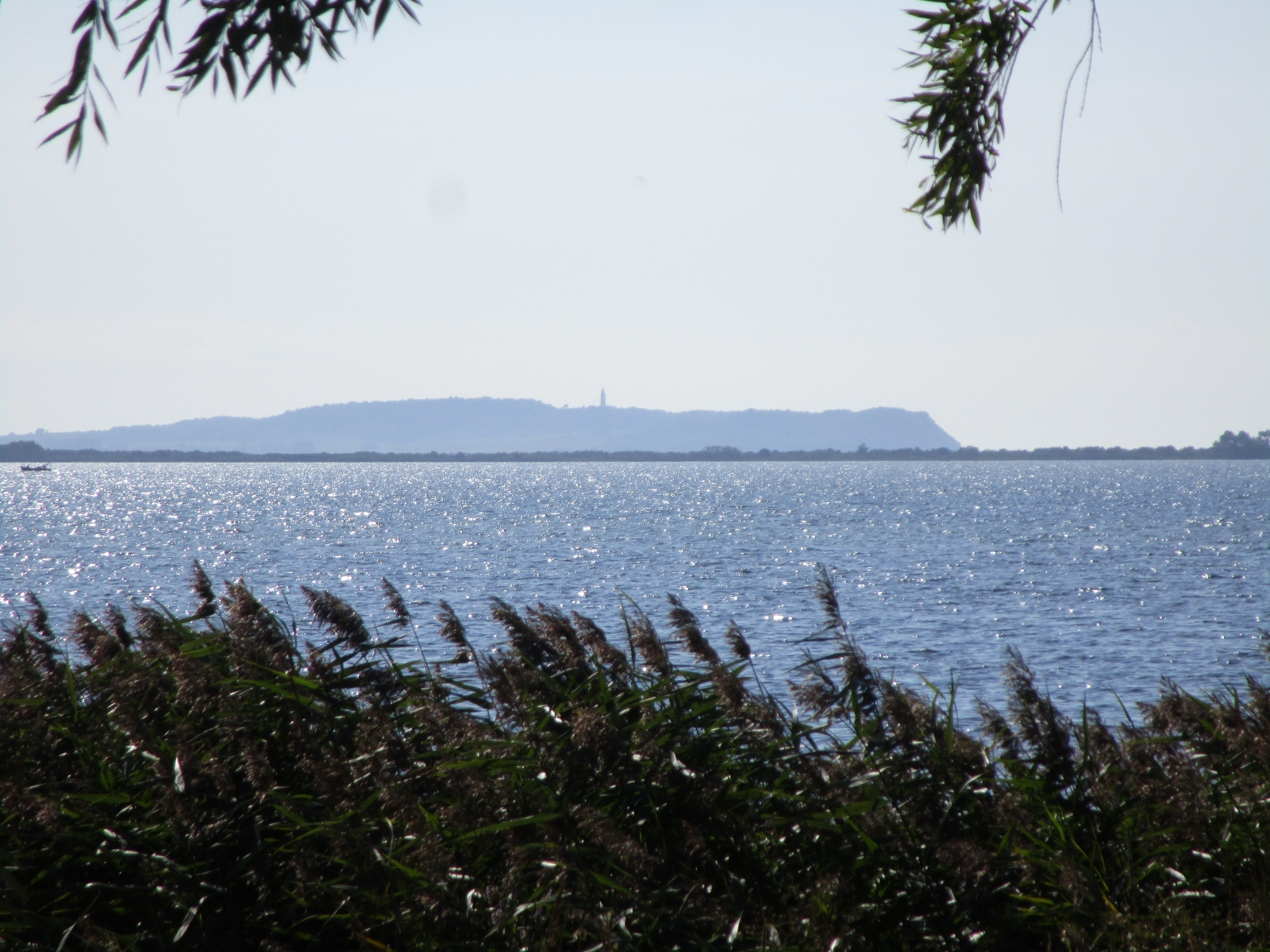
Blick über den Bodden nach Hiddensee

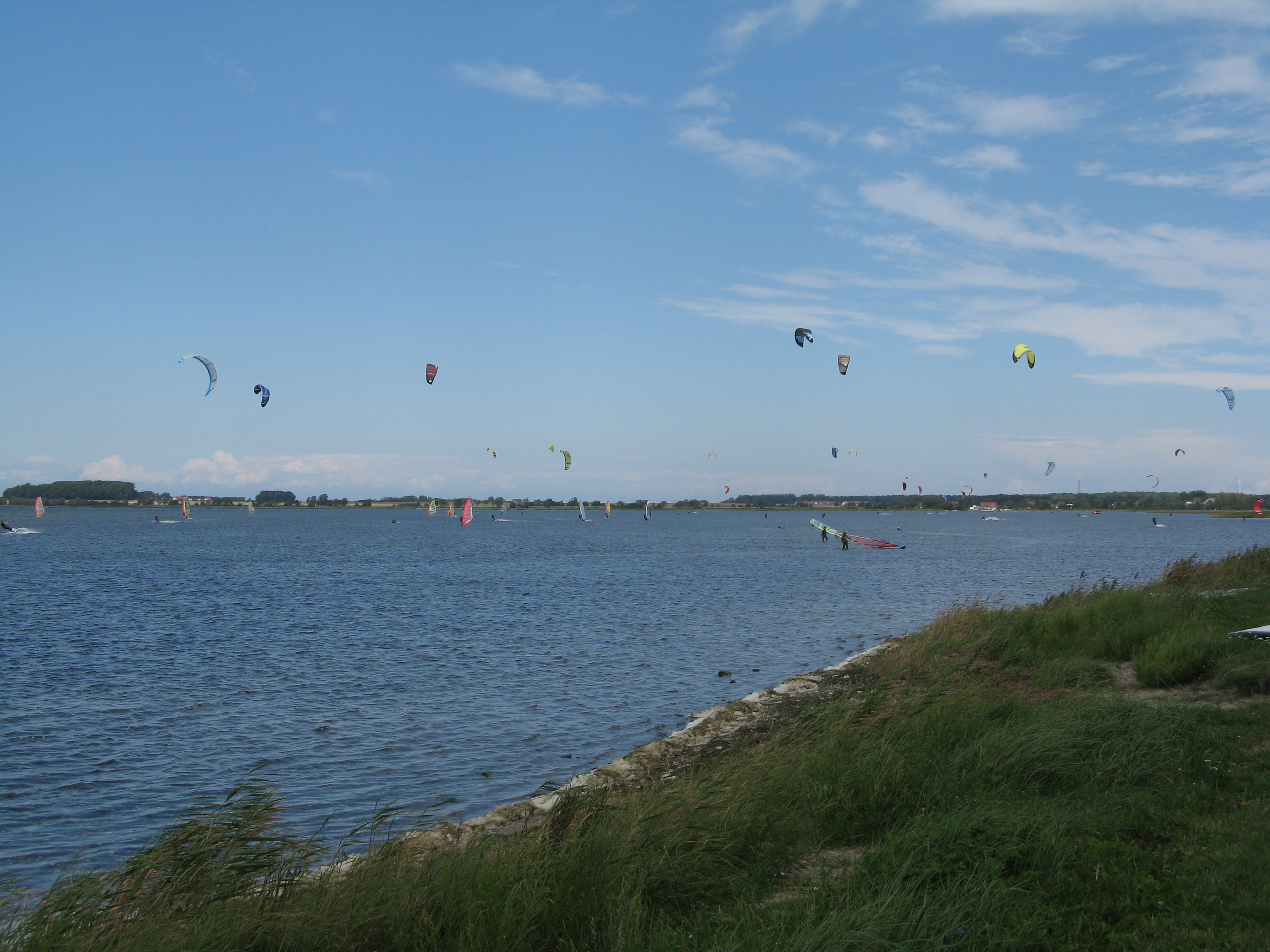
Surfer auf dem Wieker Bodden bei Wiek

Der Wieker Bodden ist eine Lagune, die größtenteils von der Insel Rügen umschlossen wird. Sie zählt zu den Nordrügener Bodden.

## Geografische Lage
Der Wieker Bodden liegt zwischen der Halbinsel Bug im Westen und dem Hauptteil der Halbinsel Wittow im Norden und Osten.
Im Süden grenzt der Bodden an den Rassower Strom, der den westlich gelegenen Vitter Bodden mit dem östlich gelegenen Großen Jasmunder Bodden verbindet.

## Angrenzende Gemeinden
Seinen Namen hat der Bodden vom anliegenden Ort Wiek erhalten. Außer Wiek befindet sich noch Dranske als größerer Ort am Wieker Bodden.

## Verladerampe von Wiek
In Wiek wurde bereits vor dem Ersten Weltkrieg mit dem Bau einer Verladebrücke für die Verschiffung von Kreide begonnen. Die Brücke ist noch erhalten und wurde restauriert.

## Surfen
Im nördlichen Teil ist der Bodden sehr flach und deshalb bei Wind- und Kite-Surfern sehr beliebt.